# سورة ق
سُورَةُ ق(1) هي سُورَةٌ مَكيةٌ بِإِجْمَاعٍ مِنَ الْمُتَأَوِّلِينَ، إلا الآية الثامنة والثلاثين فقيل: إنَّها مدنيةٌ، وسورة ق أَوَّلُ الْحِزْبِ الْمُفَصَّلِ عَلَى الصَّحِيحِ، آياتها خمس و أربعون آية، وترتيبها في المصحف الخمسون، في الجزءِ السادسِ والعشرين، بدأت بحرف من الحروف المقطعة: ﴿ق وَالْقُرْآنِ الْمَجِيدِ ۝١﴾، سميت في عصر الصحابة (سورة ق)، و تسمى أيضاً بسورة (الباسقات). وهي السُورة الرَّابِعَةُ وَالثَلَاثُونَ فِي تَرْتِيبِ نُزُولِ السُّوَرِ عِنْدَ جَابِرِ بْنِ زَيْدٍ نَزَلَتْ بَعْدَ سُورَةِ الْمُرْسَلَاتِ وَقَبْلَ سُورَةِ الْبَلَدِ. وقد ابتدأت السورة بالقسم، وكل السور المبدوءة بالقسم هي مكية. كانَ النّبيُّ يَقْرَؤُهَا كُلَّ يَومِ جُمُعَةٍ علَى المِنْبَرِ إذَا خَطَبَ النَّاسَ. ويقرأها في الركعة الأولى من صلاة العيد. وقد تضمنت السورة ما يجب الإيمان به من القرآن وأدلة التوحيد، وقدرة الله تعالى على الخلق، واشتملت على ذكر الجزاء وأن الإنسان مسؤول عن أعماله، وعاقبته: إما إلى جنة، أو إلى النار، وغير ذلك من أحوال القيامة، وأنَّ القرآن عظة وذكرى لمن كان له قلب واع يستمع ما يلقى إليه.

## التسمية
- ق: سُمِّيَتْ فِي عَصْرِ الصَّحَابَةِ سُورَةَ ق.[4] وهي من السورِ التي سُمّيت بأسماء الحروفِ الواقعةِ في ابتدائِها مثل طه وص، وق، ويس، لانفراد كل سورة منها بعدد الحروف الواقعة في أوائلها بحيث إذا دعيت بها لا تلتبس بسورة أخرى.
- الباسقات: قال ابن عاشور: وفي (الإتقان)[13] أنها تسمى سورة (الباسقات). هكذا بلام التعريف، ولم يعزه لقائل والوجه أن تكون تسميتها هذه على اعتبار وصف لموصوف محذوف، أي سورة النخل الباسقات إشارة إلى قوله: ﴿وَالنَّخْلَ بَاسِقَاتٍ لَهَا طَلْعٌ نَضِيدٌ ۝١٠﴾.[14]

## ترتيبها وعدد آياتها
وهي السُورة الرَّابِعَةُ وَالثَلَاثُونَ فِي تَرْتِيبِ نُزُولِ السُّوَرِ عِنْدَ جَابِرِ بْنِ زَيْدٍ نَزَلَتْ بَعْدَ سُورَةِ الْمُرْسَلَاتِ وَقَبْلَ سُورَةِ الْبَلَدِ. وكلمها ثَلَاث مئة وَخمْس وَسَبْعُونَ كلمة، وحروفها ألف وَأَرْبع مئة وَأَرْبَعَة وَسَبْعُونَ حرفا، وَهِي أَرْبَعُونَ وَخمْس آيَات فِي جَمِيع الْعدَد لَيْسَ فِيهَا اخْتِلَاف .

## نزول السورة
سورة ( ق ) هي سُورة مكيَّة عند أغلب المفسرين، ونقل ابن حزم وابن عطيَّة الإجماع على ذلك.، وقد قيل إن الآية الثامنة والثلاثين ﴿ولقد خلقنا السموات والأرض وما بينهما في ستة أيام﴾ [الحجرات:38] هي آية نزلت في شأن يهود المدينة، ولا دليل على نزولها في المدينة، فقد كان اليهود يذهبون إلى مكة أحياناً، وكان أهل مكة يسمعون من اليهود بعض آرائهم الدينية، فتنزل آيات بشأنها، فالسورة كلها مكية وفقا لقول المفسر ابن عطية الأندلسي، وهذه الآية ال38 هي تأكيد لما ذُكر في بداية السورة ﴿أفلم ينظروا إلى السماء فوقهم كيف بنيناها﴾ [ق:6].
| الآية                                                          | رقمها |
| -------------------------------------------------------------- | ----- |
| ﴿أفلم ينظروا إلى السماء فوقهم كيف بنيناها﴾ [ق:6]               | 6     |
| ﴿والأرضَ مددناها وألقينا فيها رواسي﴾ [ق:7]                      | 7     |
| ﴿أَفَعَيِيْنا بالخَلْق الأول﴾ [ق:15]                                  | 15    |
| ﴿ولقد خلقنا السموات والأرض وما بينهما وما مسّنا من لُغوب﴾ [ق:38] | 38    |

## المُناسَبات في سُورة «ق»
- مُناسَبة أول السُّورة بآخرها :

بُدِئت بذكر البعث في قوله تعالى: ﴿أَإِذَا مِتْنَا وَكُنَّا تُرَابًا ذَلِكَ رَجْعٌ بَعِيدٌ﴾، وختمت به في قوله تعالى: ﴿يَوْمَ تَشَقَّقُ الْأَرْضُ عَنْهُمْ سِرَاعًا ذَلِكَ حَشْرٌ عَلَيْنَا يَسِيرٌ﴾. وكذلك: بُدِئت بذكر القرآن بقوله تعالى ﴿ق وَالْقُرْآنِ الْمَجِيدِ﴾، وخُتمت بقوله تعالى: ﴿فَذَكِّرْ بِالْقُرْآنِ مَنْ يَخَافُ وَعِيدِ﴾.
- مُناسَبة السُّورة لِما قبلها (سُورة الحجرات):

قال البقاعي (ت ٨٨٥ هـ): "مقصودها (أي: سُورة ق) الدلالة على إحاطة القدرة، التي هي نتيجة ما ختمت به الحجرات، من إحاطة العلم لبيان أنه لا بد من البَعْث ليوم الوعيد"، وقال الطبرسي (ت ٥٤٨ هـ): "لما ختم الله تلك السُّورة بذِكر الإيمان وشرائطه للعبيد، افتتح هذه السُّورة بذِكر ما يجب الإيمان به من القرآن وأدلة التوحيد".
- مُناسَبة السُّورة لِما بعدها (سُورة الذاريات):

لما ختمت "ق" بذكر البعث، واشتملت على ذكر الجزاء، والجنة، والنار، وغير ذلك من أحوال القيامة، افتتح [سُورة الذاريات] بالإقسام على أن ما توعدون من ذلك لصادق، وأن الدين -وهو الجزاء- لواقع.

## أسباب النزول

### سبب نزول آية 38
عن ابن عباس، أن جماعة من اليهود أتتِ الرسول محمد ﷺ، فسألت عن خلق السموات والأرض.
فقال: "خلق الله الأرض يوم الأحد والاثنين، وخلق الجبال وما فيهن من المنافع يوم الثلاثاء، وخلق يوم الأربعاء الشجر والماء، وخلق يوم الخميس السماء، وخلق يوم الجمعة النجوم والشمس والقمر"
قالت اليهود: "ثم ماذا يا محمد؟"
قال: "ثم استوى على العرش"
قالوا: قَدْ أَصَبْتَ لَوْ تَمَمْتَ (أي قلت): "ثُمَّ اسْتَرَاحَ"
فغضب رسول الله ﷺ غضبًا شديدًا، فنزلت: ﴿وَلَقَدْ خَلَقْنَا السَّمَوَاتِ وَالأَرْضَ وَمَا بَيْنَهُمَا فِي سِتَّةِ أَيَّامٍ وَمَا مَسَّنَا مِنْ لُغُوبٍ * فَاصْبِرْ عَلَى مَا يَقُولُونَ﴾.

### سبب نزول الآية 45
﴿فَذَكِّرْ بِالْقُرْآنِ مَنْ يَخَافُ وَعِيدِ﴾ أخرج ابن جرير من طريق عمرو بن قيس الملائي عن ابن عباس قال قالوا يا رسول الله لو خوفتنا فنزلت فذكر بالقرآن من يخاف وعيدا ثم أخرج عن عمر مرسلا مثله.

### سبب نزول الآية 25
(مَّنَّاعٍۢ لِّلْخَيْرِ مُعْتَدٍۢ مُّرِيبٍ) ، قال ابن عاشور: والمَنّاعُ: الكَثِيرُ المَنعِ، أيْ صَدِّ النّاسِ عَنِ الخَيْرِ، والخَيْرُ هو الإيمانُ، كانُوا يَمْنَعُونَ أبْناءَهم وذَوِيهِمْ مِنِ اتِّباعِ الإيمانِ ومِن هَؤُلاءِ الوَلِيدُ بْنُ المُغِيرَةِ كانَ يَقُولُ لِبَنِي أخِيهِ: مَن دَخَلَ مِنكم في الإسْلامِ لا أنْفَعُهُ بِشَيْءٍ ما عِشْتُ.).وقال القرطبي: وَقِيلَ: نَزَلَتْ فِي الْوَلِيدِ بْنِ الْمُغِيرَةِ. وَأَرَادَ بِقَوْلِهِ: (مَنَّاعٍ لِلْخَيْرِ) أَنَّهُ كَانَ يَمْنَعُ بَنِي أَخِيهِ مِنَ الْإِسْلَامِ.

## مواضيع وأغراض السورة
قال المراغي:
موجز لما تضمنته السورة الكريمة من الموضوعات:
(1) إنكار المشركين للنبوة والبعث.
(2) الحث على النظر في السماء وزينتها وبهجة بنائها، وفي الأرض وجبالها الشامخات، وزروعها النضرات، وأمطارها الثجّاجات.
(3) العبرة بالدول الهالكات كعاد وثمود وأصحاب الأيكة وقوم تبّع وما استحقوا من وعيد وعذاب.
(4) تقريع الإنسان على أعماله، وأنه مسؤول عن دخائل نفسه، في مجلس أنسه، وعند إخوته، وفي خلوته، وأنه محوط بالكرام الكاتبين، يحصون أعماله، ويرقبون أحواله حتى إذا جاءت سكرته، وحانت منيته، حوسب على كل قول وكل عمل، وشهدت عليه الشهود وكشفت له الحجب.
(5) إنه ما خلق السموات والأرض وما بينهما باطلا.
(6) إن القرآن عظة وذكرى لمن كان له قلب واع يستمع ما يلقى إليه.
(7) تسلية رسوله على ما يقول المشركون من إنكار البعث وتهديدهم على ذلك.
(8) أمر الرسول ﷺ بالتسبيح آناء الليل وأطراف النهار.
(9) أمر الرسول بالتذكير بالقرآن من يخاف وعيد الله ويخشى عقابه.

## فضل السورة
- «إن النبيَّ ﷺ كان يقرأُ في الفجرِ بـ ﴿ق وَالْقُرْآنِ الْمَجِيدِ ۝١﴾ [ق:1]. وكان صلاتُه بعدُ، تخفيفًا».[27]
- «أنَّ عمر بن الخطاب سأل أبا واقدٍ اللَّيثيَّ: ما كان رسولُ اللهِ ﷺ يقرأُ به في الفِطرِ، والأضْحى؟ قال: كان يقرأُ بـ﴿ق وَالْقُرْآنِ الْمَجِيدِ ۝١﴾ [ق:1] و﴿اقْتَرَبَتِ السَّاعَةُ وَانْشَقَّ الْقَمَرُ ۝١﴾ [القمر:1].».[28] قال الفخر الرازي (ت ٦٠٦ هـ) عن مُناسَبة قراءة سُورة (ق) في صلاة العيد: "لِقَوْلِهِ تَعَالَى فِيهَا :(ذلِكَ يَوْمُ الْخُرُوجِ) [ق: ٤٢]، وَقَوْلِهِ تَعَالَى: (كَذلِكَ الْخُرُوجُ) [ق: ١١]، وَقَوْلِهِ تَعَالَى: (ذلِكَ حَشْرٌ عَلَيْنا يَسِيرٌ) [ق: ٤٤]، فَإِنَّ الْعِيدَ يَوْمُ الزِّينَةِ، فَيَنْبَغِي أَنْ لَا يَنْسَى الْإِنْسَانُ خُرُوجَهُ إِلَى عَرْصَاتِ الْحِسَابِ، وَلَا يَكُونُ فِي ذَلِكَ الْيَوْمِ فَرِحًا فَخُورًا، وَلَا يَرْتَكِبُ فِسْقًا وَلَا فُجُورًا".[29]
- يقرأ بها على المنبر: قالت أم هشام بنت حارثة بن النعمان: «لقَدْ كانَ تَنُّورُنَا وَتَنُّورُ رَسولِ اللهِ ﷺ وَاحِدًا، سَنَتَيْنِ، أَوْ سَنَةً وَبَعْضَ سَنَةٍ، وَما أَخَذْتُ ﴿ق وَالْقُرْآنِ الْمَجِيدِ ۝١﴾ إلَّا عن لِسَانِ رَسولِ ﷺ، يَقْرَؤُهَا كُلَّ يَومِ جُمُعَةٍ علَى المِنْبَرِ، إذَا خَطَبَ النَّاسَ».[30]
- سورة ق أول المفصل: تُعتبر سورة (ق) كما في الرّاجح عند المُفسّرين أنَّها أوَّل المُفصَّل في القرآن الكريم، ويُقصَد بالمُفصَّل سور القرآن القصيرة التي كَثُر الفصل بينها بالبسملة، فسورة (ق) هي حدُّ بداية المُفصَّل وأوَّله على الصّحيح من أقوال المُفسّرين.[31]

## تفسير المفردات
| المفردات         | التفسير |
| ---------------- | --- |
| الْمُتَلَقِّيانِ        | (إِذْ يَتَلَقَّى الْمُتَلَقِّيانِ عَنِ الْيَمِينِ وَعَنِ الشِّمالِ قَعِيدٌ) قَالَ الْحَسَنُ وَمُجَاهِدٌ وَقَتَادَةُ: (الْمُتَلَقِّيانِ) مَلَكَانِ يَتَلَقَّيَانِ عَمَلَكَ: أَحَدُهُمَا عَنْ يَمِينِكَ يَكْتُبُ حَسَنَاتِكَ، وَالْآخَرُ عَنْ شِمَالِكَ يَكْتُبُ سَيِّئَاتِكَ. قَالَ الْحَسَنُ: حَتَّى إِذَا مِتَّ طُوِيَتْ صَحِيفَةُ عَمَلِكَ وَقِيلَ لَكَ يَوْمَ الْقِيَامَةِ: (اقْرَأْ كِتابَكَ كَفى بِنَفْسِكَ الْيَوْمَ عَلَيْكَ حَسِيباً) ،عَدَلَ وَاللَّهِ عَلَيْكَ مَنْ جَعَلَكَ حَسِيبَ نَفْسِكِ.                                                                                           |
| وَقالَ قَرِينُهُ       | يَعْنِي الْمَلَكَ الْمُوَكَّلَ بِهِ فِي قَوْلِ الْحَسَنِ وَقَتَادَةَ وَالضَّحَّاكِ. |
| مَنَّاعٍ لِلْخَيْرِ       | يَعْنِي الزَّكَاةَ الْمَفْرُوضَةَ وَكُلَّ حَقٍّ وَاجِبٍ. |
| مُعْتَدٍ             | فِي مَنْطِقِهِ وَسِيرَتِهِ وَأَمْرِهِ، ظَالِمٌ. (مُرِيبٍ) شَاكٍّ فِي التَّوْحِيدِ، قَالَهُ الْحَسَنُ وَقَتَادَةُ. |
| حَفِيظٍ             | قَالَ ابْنُ عَبَّاسٍ: هُوَ الَّذِي حَفِظَ ذُنُوبَهُ حَتَّى يَرْجِعَ عَنْهَا. وَقَالَ قَتَادَةُ: حَفِيظٌ لِمَا اسْتَوْدَعَهُ اللَّهُ مِنْ حَقِّهِ ونعمته وأتمنه عَلَيْهِ. وَعَنِ ابْنِ عَبَّاسٍ أَيْضًا: هُوَ الْحَافِظُ لِأَمْرِ اللَّهِ. مُجَاهِدٌ: هُوَ الْحَافِظُ لِحَقِ اللَّهِ تَعَالَى بِالِاعْتِرَافِ وَلِنِعَمِهِ بِالشُّكْرِ. قَالَ الضَّحَّاكُ: هُوَ الْحَافِظُ لِوَصِيَّةِ اللَّهِ تَعَالَى بِالْقَبُولِ. وَرَوَى مَكْحُولٌ عَنْ أَبِي هُرَيْرَةَ قَالَ: قَالَ رَسُولُ اللَّهِ صَلَّى اللَّهُ عَلَيْهِ وَسَلَّمَ: (مَنْ حَافَظَ عَلَى أَرْبَعِ رَكَعَاتٍ مِنْ أَوَّلِ النَّهَارِ كَانَ أَوَّابًا حَفِيظًا) ذَكَرَهُ الْمَاوَرْدِيُّ. |
| لِمَنْ كانَ لَهُ قَلْبٌ   | أَيْ عَقْلٌ يَتَدَبَّرُ بِهِ، فَكَنَّى بِالْقَلْبِ عَنِ الْعَقْلِ لِأَنَّهُ مَوْضِعُهُ. |
| وَما مَسَّنا مِنْ لُغُوبٍ | اللُّغُوبُ التعب والإعياء. |

## الفوائد المستنبطة من السورة
- الحث على صلاتي الْفَجْرِ وَ الْعَصْرِ : قَوْله تَعَالَى (وَسَبِّحْ بِحَمْدِ رَبِّكَ قَبْلَ طُلُوعِ الشَّمْسِ وَقَبْلَ الْغُرُوبِ) :"رَوَى جَرِيرُ بْنِ عَبْدِ اللَّهِ عَنْ النَّبِيِّ صَلَّى اللَّهُ عَلَيْهِ وَسَلَّمَ قَالَ إنْ اسْتَطَعْتُمْ أَنْ لَا تُغْلَبُوا عَلَى صَلَاةٍ قَبْلَ طُلُوعِ الشَّمْسِ وَقَبْلَ غُرُوبِهَا فَافْعَلُوا ثُمَّ قَرَأَ وَسَبِّحْ بِحَمْدِ رَبِّكَ قَبْلَ طُلُوعِ الشَّمْسِ وَقَبْلَ الْغُرُوبِ .وَرُوِيَ عَنْ ابْنِ عَبَّاسٍ وَقَتَادَةَ أَنَّ الْمُرَادَ صَلَاةُ الْفَجْرِ وَصَلَاةُ الْعَصْرِ.[36][37] حَثَّ الشَّرعُ على شُهودِ الصَّلواتِ عامَّةً في الجَماعةِ، وعلى شُهودِ صَلاتَيِ العَصرِ والفَجرِ خاصَّةً؛ وإنَّما خَصَّ هاتَيْنِ الصَّلاتَيْنِ؛ لِاجتِماعِ المَلائِكةِ فيهما.[38]
- التكذيب بالحق يوقع في الباطل :{ بَلْ كَذَّبُوا۟ بِٱلْحَقِّ لَمَّا جَآءَهُمْ فَهُمْ فِىٓ أَمْرٍ مَّرِيجٍ } قال قتادة في هذه الآية: مَنْ تَرَكَ الحقَّ مرج عليه أمره والتبسَ عليه دينُهُ. وقال الحسن: ما ترك قوم الحق إلا مرج أمرُهُم.[39] قال ابن عثيمين:[40] في هذه الآية: أن مما يفتح الله به على العبد في معرفة الأحكام الشرعية أن يكون مصدقا موقنا، فكلما كنت مصدقا موقنا، فاعلم أن الله سيفتح لك ما لا يفتحه لغيرك، وعليه: فالواجب على المرء أن يقبل الحق فور علمه به ؛ لئلا يقع في أمر مريج .

## ما نسخ من آيات السورة
- قال القرطبي : قَوْلُهُ تَعَالَى: (فَاصْبِرْ عَلى مَا يَقُولُونَ) خِطَابٌ لِلنَّبِيِّ صَلَّى اللَّهُ عَلَيْهِ وَسَلَّمَ، أَمَرَهُ بِالصَّبْرِ عَلَى مَا يَقُولُهُ الْمُشْرِكُونَ، أَيْ هَوِّنْ أَمْرَهُمْ عَلَيْكَ. وَنَزَلَتْ قَبْلَ الْأَمْرِ بِالْقِتَالِ فَهِيَ مَنْسُوخَةٌ. وَقِيلَ: هُوَ ثَابِتٌ لِلنَّبِيِّ صَلَّى اللَّهُ عَلَيْهِ وَسَلَّمَ وَأُمَّتِهِ. وَقِيلَ مَعْنَاهُ: فَاصْبِرْ عَلَى مَا يَقُولُهُ الْيَهُودُ مِنْ قَوْلِهِمْ: إِنَّ اللَّهَ اسْتَرَاحَ يَوْمَ السَّبْتِ.[37]
- وقال ابن حزم :جميعها محكم إلا آيتين:

إحداهما قوله تعالى: (فاصبر على ما يقولون ... ) نسخ الصبر بآية السيف، والآية الثانية: قوله تعالى: (نحن أعلم بما يقولون) نسخ بآية السيف كذلك.

## اختلاف القراءات
- قَوْله ﴿يَوْمَ نَقُولُ لِجَهَنَّمَ هَلِ امْتَلَأْتِ وَتَقُولُ هَلْ مِنْ مَزِيدٍ ۝٣٠﴾، قَرَأَ نَافِع وَعَاصِم في رِوَايَة أَبى بكر يَوْم { يَقُول لِجَهَنَّم } بِالْيَاءِ، وَقَرَأَ الْبَاقُونَ {يَوْم نقُول} بالنُّون.[41]
- قَوْله ﴿هَذَا مَا تُوعَدُونَ لِكُلِّ أَوَّابٍ حَفِيظٍ ۝٣٢﴾ قَرَأَ ابْن كثير {هَذَا مَا يوعدون} بِالْيَاءِ وَالْبَاقُونَ بِالتَّاءِ.[42]
- قَوْله ﴿وَمِنَ اللَّيْلِ فَسَبِّحْهُ وَأَدْبَارَ السُّجُودِ ۝٤٠﴾ قَرَأَ ابْن كثير وَنَافِع وَحَمْزَة بِكَسْر الْهمزَة {وإدبار السُّجُود} وَالْبَاقُونَ بِفَتْحِهَا (وَأدبر السُّجُود).
- قَوْله ﴿وَاسْتَمِعْ يَوْمَ يُنَادِ الْمُنَادِ مِنْ مَكَانٍ قَرِيبٍ ۝٤١﴾قَرَأَ ابْن كثير وَنَافِع وَأَبُو عَمْرو {يناد المناد} بياء في الْوَصْل(2)، ووقف ابْن كثير وَحده بياء، ووقف نَافِع وَأَبُو عَمْرو بِغَيْر يَاء، وَوصل الْبَاقُونَ ووقفوا بِغَيْر يَاء.[41][42]
- قَوْله ﴿يَوْمَ تَشَقَّقُ الْأَرْضُ عَنْهُمْ سِرَاعًا ذَلِكَ حَشْرٌ عَلَيْنَا يَسِيرٌ ۝٤٤﴾ قَرَأَ ابْن كثير وَنَافِع وَابْن عَامر {تشقق} بتَشْديد الشين، وَقَرَأَ الْبَاقُونَ {تشقق} خَفِيفَة.[43]

## اللمسات البيانية والبلاغية
- دلالة القسم : ﴿ق وَالْقُرْآنِ الْمَجِيدِ ۝١﴾ قسم بالقرآن، والقسم به دلالة على التنويه بشأنه ؛ لأن القسم لا يكون إلا بعظيم عند المقسم، فكان التعظيم من لوازم القسم .[44]
- التعبير بالانتقاص دون الإفناء : ﴿قَدْ عَلِمْنَا مَا تَنْقُصُ الْأَرْضُ مِنْهُمْ وَعِنْدَنَا كِتَابٌ حَفِيظٌ ۝٤﴾عبر بالانتقاص دون التعبير بالإعدام والإفناء؛ لأن للأجساد درجات من الاضمحلال تدخل تحت معنى النقص، فقد يفنى بعض أجزاء الجسد ويبقى بعضه، وقد يأتي الفناء على عامة أجزائه، وقد صح أن عجب الذنب لا يفنى، فكان فناء الأجساد نقصا لا انعداما .[45]
- تكرار حرف القاف و الكلمات القافِيَّة : تكرَّر فيها حرف القاف سبعًا وخمسين (٥٧) مرة [46][47]، قال ابن القيم: "وتأمَّل السُّور التي اشتملت على الحروف المفردة، كيف تجد السُّورة مبنيَّة على كلمة ذلك الحرف، فمن ذلك: (ق)، والسُّورة مبنيَّة على الكلمات القافِيَّة: من ذِكر القرآن، وذكر الخَلْق، وتكرير القول ومراجعته مرارًا، والقرب من ابن آدم، وتلقِّي الملَكين قول العبد، وذِكر الرقيب، وذِكر السائق، والقرين، والإلقاء في جهنم، والتقدُّم بالوعيد، وذِكر المتقين، وذِكر القلب، والقرون، والتنقيب في البلاد، وذِكر "القَبْل" مرتين، وتشقُّق الأرض، وإلقاء الرواسي فيها، وبسوق النخل، والرزق، وذِكر القوم، وحقوق الوعيد، ولو لم يكن إلا تكرار القول والمحاورة.وسِرٌّ آخر: وهو أن كل معاني هذه السُّورة مُناسِبةٌ لِما في حرف القاف من الشدة والجهر والعلو والانفتاح".[48]

## وصلات خارجية
- سورة ق: تجويد-تفسير - موقع Altafsir.com
- سورة ق: استماع-قراءة - موقع Suratmp3.com

## الهوامش
- «1»: سُورَةَ ق (يُنْطَقُ بِحُرُوفِ: قَافٍ، بِقَافٍ، وَأَلِفٍ، وَفَاءٍ).
- «2»: أي يَاءَ (الْمُنَادِي).[49]